# 21P/Джакобіні — Ціннера
Комета Джакобіні-Ціннера (21P/Giacobini-Zinner) — одна з короткоперіодичних комет. Розмір її ядра оцінюють у 2 кілометри у діаметрі[джерело?]. Відкрито Мішелем Джакобіні (Ніцца, Франція), який спостерігав комету в сузір'ї Водолія 20 грудня 1900. 23 жовтня 1913 Ернест Ціннер (Бамберг, Німеччина) спостерігав змінні зірки коли помітив цю ж комету поблизу зорі β-Щита. У перигелії вона досягає 8 зоряної величини, але 1946 року на ній відбулися серія спалахів, і вона досягла 5 зоряної величини. Ця комета породжує метеорний потік Драконіди, також відомий як Джакобініди. Комета була метою космічного апарата International Cometary Explorer, який пройшов через газовий хвіст комети 11 вересня 1985 року. Через 13 років японці спробували послати до комети космічний апарат Sakigake, але зонду не вистачило палива для маневру і політ було скасовано.